# Кремер, Изабелла Яковлевна
Изабе́лла Я́ковлевна Кре́мер (более известна как Иза Кремер, урождённая Лея Янкелевна Креймер; 21 октября 1882, Бельцы, Бессарабская губерния — 7 июля 1956, Кордова, Аргентина) — певица, артистка оперы и оперетты, переводчица.

## Биография
Лея Креймер родилась 8 октября (по старому стилю) 1882 года в Бельцах, в семье портного Янкеля Лейбовича Креймера (1852—?) и Ханы Мошковны Креймер (урождённой Ройзенблит). Отец был сыном бельцкого купца второй гильдии Лейба Менделевича Креймера (1826—?), мать происходила из Каменца-Подольского. С ранних лет проявила музыкальные способности. Первую песню на идише услышала в колыбели из уст своей матери. Когда ей было пять, увлеклась еврейской свадебной музыкой, а в юности писала стихи о нищете своего народа. Тридцать лет спустя Иза Кремер станет первой певицей, которая начала петь на идише со сцены.
Несмотря на семейные трудности, родители всё вкладывают в музыкальное развитие дочери. С 1912 года она в течение двух лет в Милане учится пению у известного педагога Луиджи Ронци, выступает в небольших театрах, затем возвращается на родину. Её приглашают в Одессу, где она дебютирует в опере Пуччини «Богема». Затем следует партия Виолетты в «Травиате».
Одесса, Петроград, Москва — всюду колоссальный успех. Иногда в этих городах Кремер выступала и в опереттах. Среди оперетт, в которых она участвовала, были «Нищий студент», «Идеальная жена», «Наконец один», «Польская кровь». После революции, в 1919 году, Иза Яковлевна Кремер, вместе со своим мужем, редактором «Одесских новостей» Израилем Моисеевичем Хейфецом (1867—1945), эмигрирует во Францию. Позже, оставив мужа, она гастролируя по многим странам мира, приобретает мировую известность, не только как прекрасная исполнительница песен и романсов, но и завоёвывает славу как киноактриса. В годы Гражданской войны в России публиковались ложные сообщения о её смерти.
В 1923 году, несмотря на антисемитские выступления и даже звучавшие в её адрес угрозы смерти, Иза Кремер дала концерт для евреев Варшавы. В 1933 году она приехала в Германию, чтобы выступить в Обществе еврейской культуры. Певица дала множество концертов в поддержку испанских республиканцев.
В 1934 году, во время своего очередного турне по Южной Америке Иза познакомилась с Грегорио Берманном, педагогом по профессии и социалистом по убеждениям. Девять лет спустя они заключили брак по доверенности в Мексике.
Во время Второй мировой войны в Аргентине, где правительство тайно поддерживало нацистов, Кремер давала концерты, сбор от которых шёл в пользу союзников антигитлеровской коалиции. 19 ноября 1944 года Иза Кремер дала концерт в Карнеги-холл (Нью-Йорк).
В марте 1946 года на фирме «Сева рекорд» вышли новые граммофонные пластинки Изы Кремер — «популярные песни на еврейском языке».
25 апреля 1947 года в зале «Таймс-холл» состоялся концерт Изы Кремер, регулярно наезжавшей в Нью-Йорк из Рио-де-Жанейро, где тогда жила певица.
Из-за своей весьма активной общественной деятельности в Аргентине, где Иза жила с мужем, супруги пострадали: Берманн потерял работу, а Изу отлучили от больших залов. Но они остались верными своим идеалам мира и справедливости. Иза Кремер передавала средства от своих концертов жертвам Холокоста, дала концерт в поддержку только что появившегося государства Израиль. Все это привело к тому, что в последние годы её карьеры в Аргентине певицу практически не было слышно — её всячески замалчивали. В 1956 году врачи диагностировали у Изы Кремер запущенный рак желудка. Вступив в общество аргентино-советской дружбы, Иза Кремер даже готовилась приехать на родину, но за несколько дней до предполагавшегося отъезда её не стало. Ещё в тридцатые годы пела она драматическую песню «Россия» Филарета Чернова — о глубокой тоске по родине.
Знаменитую песню «Майн штэйтэлэ Бэлц» (Мой штетл Бельцы) на идише написали специально для Изы Кремер поэт Джейкоб Джейкобс и композитор Александр Ольшанецкий. Она же впервые и исполнила эту песню в оперетте «Дос лид фун гето» (Песня из гетто), поставленной в Нью-Йорке в 1932 году.

### Переводы с идиша
В 1911 году была опубликована повесть Шолом-Алейхема «Избранные (Из жизни маленьких людей)» в переводе Изы Кремер (в журнале — Креймер), которая вошла в первую книгу журнала «Современник» (1911. Янв. С. 119—154). А. В. Амфитеатров, при ближайшем участии которого издавался этот журнал, так писал об Изе Креймер Шолому-Алейхему 21 ноября 1910 г.:

«Приятно было бы получить Ваш рассказ, как идущий в первую книжку. <…> Пришлите в оригинале. У меня есть очень хорошая переводчица, которую я хочу испробовать на Вашем рассказе»
.